# Góc phần tư thiên hà

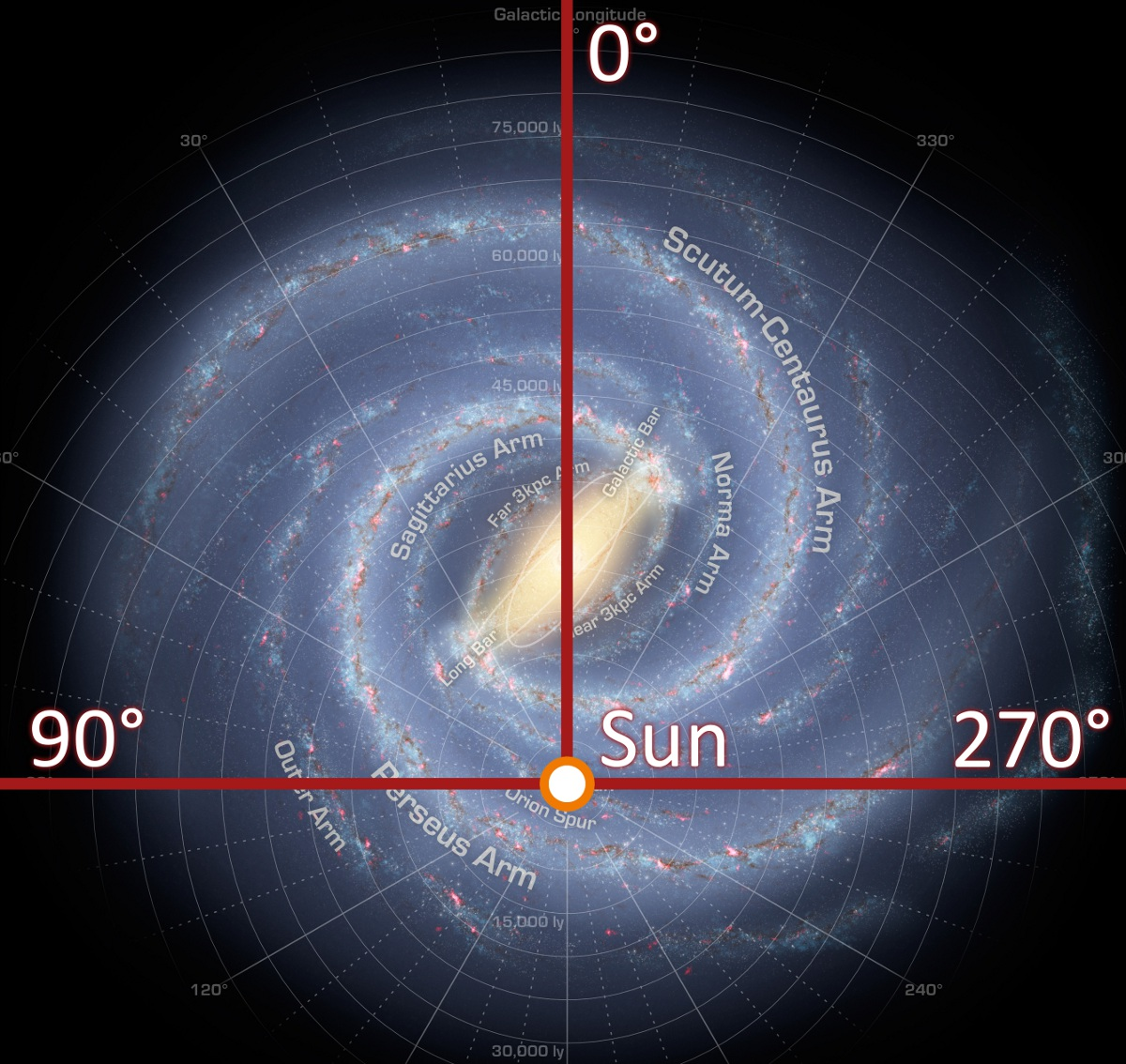
Các đường thẳng kinh độ của hệ tọa độ thiên hà.
Những trục vuông góc trong hình phân chia Ngân Hà thành bốn góc phần tư.

Một góc phần tư thiên hà (tiếng Anh: galactic quadrant) là một trong bốn khu vực phân chia hình quạt bằng nhau của mặt phẳng thiên hà dải Ngân Hà.

## Các góc phần tư trong hệ tọa độ thiên hà
Trong thiên văn học thực tế, sự phân vùng các góc phần tư thiên hà dựa vào hệ tọa độ thiên hà, trong đó đặt Mặt Trời vào điểm gốc cực hệ tọa độ. Mặt Trời được chọn làm điểm gốc thay vì trung tâm Ngân Hà bởi những lý do thực tế, vì tới nay mọi quan sát thiên văn (bởi loài người) đều được thực hiện trên Trái Đất hay bên trong hệ Mặt Trời.

### Sự phân vùng
Các góc phần tư được mô tả và gọi tên theo số thứ tự—ví dụ "góc phần tư thiên hà thứ nhất" "góc phần tư thiên hà thứ hai," hay "góc phần tư thứ ba của dải Ngân Hà." Khi nhìn từ cực thiên hà Bắc với tia 0 kinh độ (°) được chọn là tia nối Mặt Trời tới trung tâm dải Ngân Hà, các góc phần tư được xác định như dưới đây (trong đó l là kinh độ thiên hà):
- góc phần tư thiên hà thứ nhất (GQ1) – 0° ≤ l ≤ 90°[4]
- góc phần tư thiên hà thứ hai (GQ2) – 90° ≤ l ≤ 180°[2]
- góc phần tư thiên hà thứ ba (GQ3) – 180° ≤ l ≤ 270°[3]
- góc phần tư thiên hà thứ tư (GQ4) – 270° ≤ l ≤ 360°[1]

Một khu vực trong không gian Ngân Hà có thể được xác định theo góc phần tư thiên hà và vị trí Bắc (N) hoặc Nam (S) so với mặt phẳng thiên hà.

## Các chòm sao được phân nhóm theo góc phần tư thiên hà

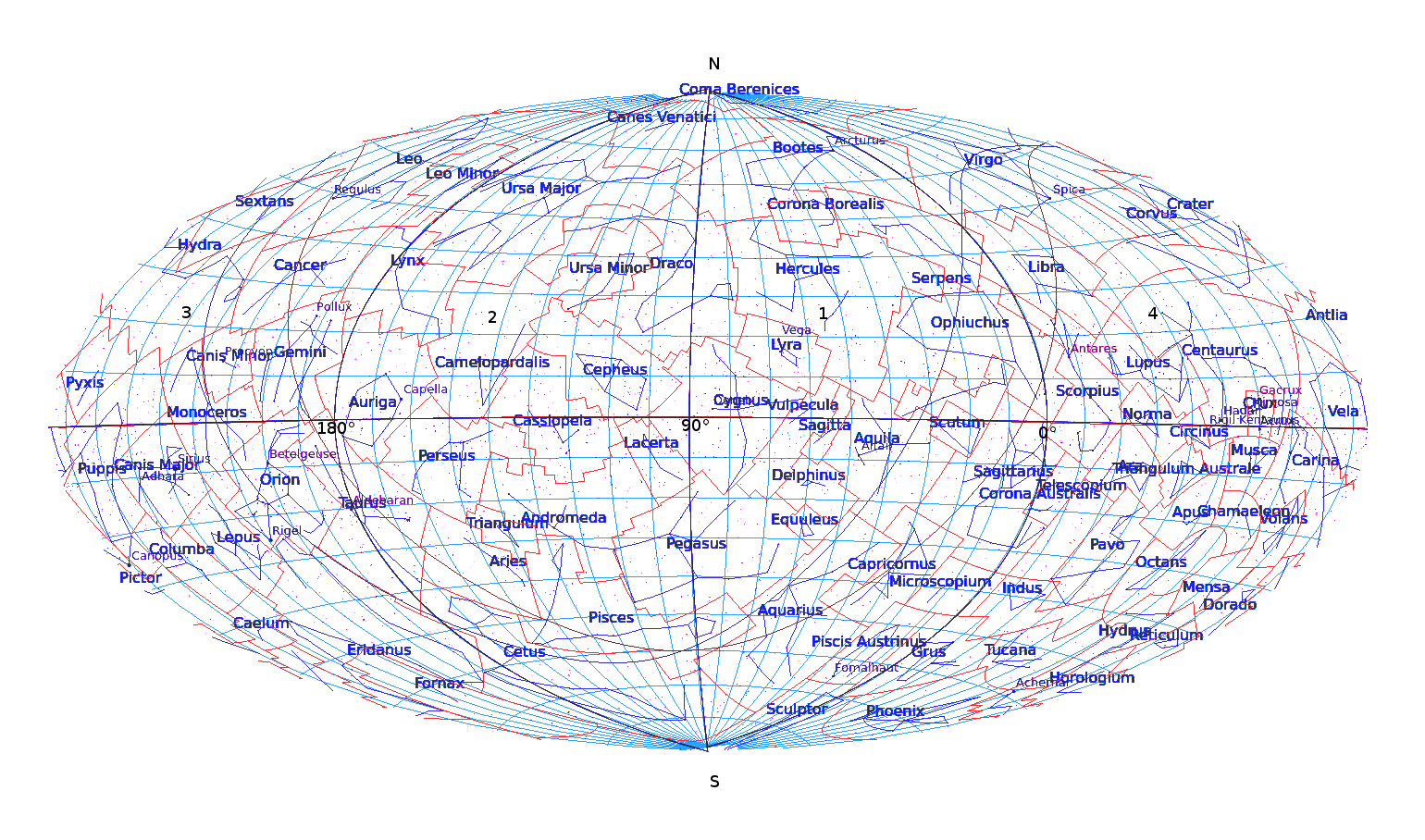
Các chòm sao được phân nhóm theo góc phần tư thiên hà (N/S, 1-4)

| Góc phần tư | Chòm sao (Chòm sao hoàng đạo được tô đậm) |
| ----------- | --- |
| NGQ1        | 7 (Thiên Cầm, Vũ Tiên, Cự Xà, Bắc Miện, Xà Phu, Thiên Nga, Mục Phu) |
| SGQ1        | 11 (Nhân Mã, Ma Kết, Bảo Bình, Tiểu Mã, Hải Đồn, Thiên Tiễn, Thiên Ưng, Hồ Ly, Hiển Vi Kính, Thuẫn Bài, Nam Ngư) |
| NGQ2        | 8 (Tiên Vương, Thiên Long, Tiểu Hùng, Lạp Khuyển, Đại Hùng, Thiên Miêu, Lộc Báo, Ngự Phu) |
| SGQ2        | 11 (Song Ngư, Bạch Dương, Kim Ngưu, Tiên Nữ, Tiên Hậu, Kình Ngư, Anh Tiên, Tam Giác, Hiết Hổ, Trường Xà, Phi Mã) |
| NGQ3        | 8 (Song Tử, Cự Giải, Sư Tử, Tiểu Khuyển, Lục Phân Nghi, Kỳ Lân, La Bàn, Tiểu Sư) |
| SGQ3        | 9 (Lạp Hộ, Ba Giang, Điêu Cụ, Thiên Thố, Hội Giá, Thiên Cáp, Đại Khuyển, Thuyền Vĩ, Thiên Lô) |
| NGQ4        | 12 (Xử Nữ, Thiên Bình, Thiên Yết, Hậu Phát, Ô Nha, Cự Tước, Sài Lang, Bán Nhân Mã, Củ Xích, Nam Thập Tự, Tức Đồng, Thuyền Phàm) |
| SGQ4        | 22 (Viên Quy, Thương Dăng, Viễn Vọng Kính, Nam Tam Giác, Thiên Yến, Tắc Kè, Nam Miện, Khổng Tước, Ấn Đệ An, Thiên Hạc, Nam Cực, Ngọc Phu, Phượng Hoàng, Võng Cổ, Kiếm Ngư, Sơn Án, Đỗ Quyên, Phi Ngư, Thuyền Để, Thiên Đàn, Thủy Xà, Thời Chung) |

### Khả năng trông thấy của mỗi góc phần tư

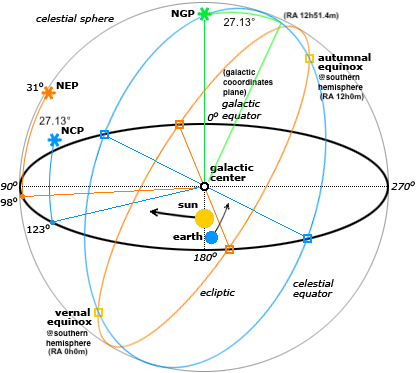
Định hướng của các hệ tọa độ xích đạo, hoàng đạo, và thiên hà, chiếu lên thiên cầu.

Do định hướng của Trái Đất so với phần còn lại của Ngân Hà, góc phần tư thứ hai chỉ chủ yếu quan sát được từ bán cầu Bắc, trong khi góc phần tư thứ tư chỉ chủ yếu quan sát được từ bán cầu Nam. Do đó, những người ngắm sao nghiệp dư cũng là những người thường sử dụng các góc phần tư thiên hà hơn trên thực tế. Tuy nhiên, các tổ chức thiên văn hợp tác quốc tế không bị ràng buộc bởi đường chân trời của Trái Đất.
Dựa trên góc nhìn từ Trái Đất, ta có thể tìm kiếm và nhìn về phía các chòm sao chính để nhận diện sơ bộ vị trí ranh giới của các góc phần tư thiên hà: (Chú ý: bằng cách vẽ một đường đi qua các chòm sao dưới đây, ta cũng có thể tìm gần đúng xích đạo thiên hà.)
- Đối với kinh độ 0°, nhìn về phía chòm sao Nhân Mã. (trung tâm thiên hà)
- Đối với kinh độ 90°, nhìn về phía chòm sao Thiên Nga.
- Đối với kinh độ 180°, nhìn về phía chòm sao Ngự Phu. (đối trung tâm thiên hà)
- Đối với kinh độ 270°, nhìn về phía chòm sao Thuyền Phàm.

## Sự phân chia phần tư bầu trời thời cổ
Truyền thống phân chia bầu trời thấy được thành bốn đã có từ lâu vào thời xa xưa trước định nghĩa hiện đại của bốn góc phần tư thiên hà. Các ghi chép thời Lưỡng Hà cổ đại nói tới "bốn góc của vũ trụ" và "bốn góc của thiên đàng", và Thánh Kinh Jeremiah lặp lại cụm từ này: "Ta sẽ khiến bốn gió từ bốn phương trời thổi đến nghịch cùng Ê-lam, sẽ làm tan-lạc chúng nó đến mọi gió đó; chẳng có nước nào mà những kẻ bị đuổi của Ê-lam chẳng đến." (Jeremiah, 49:36). Chiêm tinh cũng sử dụng các hệ góc phần tư để phân chia các ngôi sao cần quan tâm. Thiên văn cổ đại về vị trí của các chòm sao cũng chia mỗi bán thiên cầu Bắc và Nam thành bốn góc phần tư.

## Trong khoa học viễn tưởng

### Star Trek
Các "góc phần tư thiên hà" trong Star Trek dựa trên một đường kinh tuyến từ trung tâm dải Ngân Hà đi qua hệ mặt trời của Trái Đất, tương tự hệ tọa độ được sử dụng bởi các nhà thiên văn. Tuy nhiên, trục vuông góc với kinh tuyến của phiên bản Star Trek chạy qua trung tâm Ngân Hà, và không phải qua Mặt Trời như trong thiên văn. Bởi thế, so với tiêu chuẩn hệ góc phần tư của Star Trek ít mang tính địa tâm với tư cách là một hệ bản đồ. Hơn nữa, thay vì sử dụng số thứ tự, Star Trek ký hiệu chúng bởi các chữ cái Hy Lạp: Alpha, Beta, Gamma, and Delta.
Dự án Khảo sát Mặt phẳng Thiên hà Canada (CGPS) đã tạo ra một bản đồ sóng vô tuyến của dải Ngân Hà dựa trên các góc phần tư của Star Trek, nói đùa rằng "CGPS đặc biệt chú ý tới tộc người Cardassians, trong khi SGPS (dự án Khảo sát Mặt phẳng Thiên hà phía Nam) bận tâm về tộc Romulans."

### Star Wars
Các "góc phần tư thiên hà" trong bản đồ sao của chính truyện Chiến tranh giữa các vì sao mô tả đĩa thiên hà nhìn từ trên xuống, với "Góc phần tư A" (tức là "bắc") là phía của trung tâm thiên hà nơi chứa hành tinh Coruscant. Là hành tinh thủ phủ của nền Cộng hòa và sau đó là Đế chế Thiên hà, Coruscant được chọn làm điểm tham chiếu cho thiên văn thiên hà, đặt tại tọa độ XYZ 0-0-0. Việc đo thời gian thiên hà tiêu chuẩn cũng được dựa trên ngày và năm mặt trời địa phương của Coruscant.

### Warhammer 40000
Lãnh thổ của The Imperium of Man trong dải Ngân Hà trong Warhammer 40000 được chia thành năm tiểu vùng, được gọi là "segmentums". Định hướng trong dải Ngân Hà cũng được xác định với các hướng chính, thể hiện khoảng cách đến Hệ Mặt Trời: ví dụ, Ultima Segmentum, segmentum lớn nhất trong Imperium of Man, nằm ở phía đông thiên hà so với Hệ Mặt Trời.